# Huracà Irene (2005)
L'huracà Irene va ser un durador huracà de l'atlàntic del tipus cap Verd durant la temporada d'huracans a l'Atlàntic del 2005. La tempesta es formà a prop de les illes de Cap Verd el 4 d'agost i travessà l'Atlàntic, girant en direcció nord al voltant de les Bermudes abans d'esdevenir extratropical al sud-est de Terranova. Irene es va convertir en la tempesta més duradora de la temporada 2005 després que va persistir durant 14 dies en forma de sistema tropical. Va ser la novena tempesta declarada i el quart huracà de la temporada de rècords 2005. No causà danys.